# Business Development Bank of Canada
Die Business Development Bank of Canada (BDC) (Französisch: Banque de Développement du Canada) ist ein staatliches Bankinstitut, welches sich im Besitz der Regierung von Kanada befindet. Der Hauptsitz des Unternehmens befindet sich in Montreal. Der Schwerpunkt des Bankinstituts liegt im Bereich Infrastrukturfinanzierungen sowie Finanzierungslösungen bei Unternehmensgründungen, weitergehende Finanzierungen, Beratungen von kleinen und mittelgroßen Unternehmen. Das Unternehmen verfügt über 100 Geschäftsstellen im Inland, betreut über 28.000 Kunden und beschäftigt ca. 1.950 Mitarbeiter.

## Geschichte
Im September 1944 wurde die Industrial Development Bank (IDB) als ein Teil der Bank of Canada gegründet. In den ersten Jahren war die Kernaufgabe der Bank, die kleineren Industrieunternehmen, nach dem Ende des Zweiten Weltkriegs finanziell bei der Umstellung von militärischen Produkten auf Zivilproduktion zu unterstützen.